# Halmahera
Halmahera (korábban Gilolo, indonézül Pulau Halmahera) Indonézia szigetvilágához tartozó Maluku-szigetek legnagyobbika. A sziget Észak-Maluku tartomány része, melynek székhelye, Sofifi a sziget nyugati partján fekszik. 
Területe  17 780 km², lakossága 180 000 fő. Lakosságának kb. fele muszlim, fele keresztény. 1999–2000 között erőszakos összecsapás tört ki a két vallás hívei között, sok halálos áldozattal. 
A sziget az Egyenlítőn fekszik. A hőmérséklet évi ingadozása csekély, évi csapadékmennyiség 2 000 - 3 000 mm.
Aranyat, kobaltot, nikkelt bányásznak. 

## Fordítás
- Ez a szócikk részben vagy egészben  a   Halmahera című angol Wikipédia-szócikk fordításán alapul.  Az eredeti cikk szerkesztőit annak laptörténete sorolja fel. Ez a jelzés csupán a megfogalmazás eredetét és a szerzői jogokat jelzi, nem szolgál a cikkben szereplő információk forrásmegjelöléseként.
- Ez a szócikk részben vagy egészben  a(z)   Хальмахера_(остров) című orosz Wikipédia-szócikk fordításán alapul.  Az eredeti cikk szerkesztőit annak laptörténete sorolja fel. Ez a jelzés csupán a megfogalmazás eredetét és a szerzői jogokat jelzi, nem szolgál a cikkben szereplő információk forrásmegjelöléseként.